# Berta discolor
Berta discolor är en fjärilsart som beskrevs av W. Warren 1894. Berta discolor ingår i släktet Berta och familjen mätare. Inga underarter finns listade i Catalogue of Life.